# The Fantastic Expedition of Dillard & Clark
The Fantastic Expedition of Dillard & Clark è il secondo album di Gene Clark con Doug Dillard (l'album uscì a nome Dillard & Clark), pubblicato dalla A&M Records nell'ottobre del 1968. Il disco fu registrato (circa) nel luglio del 1968 a Hollywood, California (Stati Uniti).

## Tracce
Lato A
1. Out on the Side – 3:47 (Gene Clark)
2. She Darked the Sun – 3:12 (Gene Clark, Bernie Leadon)
3. Don't Come Rollin' – 2:49 (Doug Dillard, Gene Clark, Bernie Leadon)
4. Train Leaves Here This Mornin' – 3:53 (Gene Clark, Bernie Leadon)

Lato B
1. With Care from Someone – 3:49 (Doug Dillard, Gene Clark, Bernie Leadon)
2. The Radio Song – 3:03 (Gene Clark, Bernie Leadon)
3. Git It on Brother (Git in Line Brother) – 2:50 (Lester Flatt)
4. In the Plan – 2:06 (Doug Dillard, Gene Clark, Bernie Leadon)
5. Something's Wrong – 2:55 (Doug Dillard, Gene Clark)

Edizione CD del 2000 dal titolo The Fantastic Expedition of Dillard & Clark...Plus!, pubblicato dalla Edsel Records (EDCD 708)
1. Out on the Side – 3:49 (G. Clark)
2. She Darked the Sun – 3:10 (G. Clark, B. Leadon)
3. Don't Come Rollin' – 3:49 (D. Dillard, G. Clark, B. Leadon)
4. Train Leaves Here This Mornin' – 3:49 (G. Clark, B. Leadon)
5. With Care from Someone – 3:49 (D. Dillard, G. Clark, B. Leadon)
6. The Radio Song – 3:01 (G. Clark, B. Leadon)
7. Git It on Brother (Git in Line Brother) – 2:51 (L. Flatt)
8. In the Plan – 2:08 (D. Dillard, G. Clark, B. Leadon)
9. Something's Wrong – 2:57 (D. Dillard, G. Clark)
10. Lyin' Down the Middle – 2:17 (Smith, G. Clark) – Bonus Track
11. Don't Be Cruel – 1:53 (O. Blackwell, E. Presley) – Bonus Track
12. Why Not Your Baby – 3:41 (G. Clark) – Bonus Track

## Musicisti
- Gene Clark - chitarra, armonica, voce
- Douglas Dillard - banjo, chitarra, violino
- Bernie Leadon - banjo, chitarra, voce
- Don Beck - dobro, mandolino
- David Jackson - contrabbasso
- Andy Belling - clavicembalo elettrico (brani: With Care from Someone, The Radio Song e In the Plan)
- Chris Hillman - mandolino (brani: Git It on Brother (Git in Line Brother) e Something's Wrong)
- Dick Bogert - ingegnere del suono